# 中山郡
中山郡，中國古代郡、國名。西漢置中山國，屢改為郡。因其為戰國時中山國之地，故名中山。隋初廢。

## 沿革

### 西漢
秦時其地屬恒山郡。漢景帝三年（前154年），立皇子劉勝為中山王，分常山郡（故恒山郡）東部置中山國，治所在盧奴縣（今河北省定州市）。
漢武帝元朔二年（前127年），推恩置廣望、將梁、薪館、陸城、薪處五侯國，別屬涿郡。元朔三年（前126年），推恩置陸地侯國，別屬涿郡。元朔四年（前125年），推恩置臨樂、東野、高平、廣川四侯國，別屬涿郡、平原郡等鄰郡。元朔五年（前124年），推恩置桑丘、高丘、柳宿、戎丘、樊輿、曲成、安郭、安險、安道九侯國，別屬涿郡等鄰郡。元封五年（前106年），置十三刺史部，中山國屬冀州刺史部。昭帝元鳳五年（前76年），推恩置成侯國，別屬涿郡。宣帝本始三年（前71年），推恩置宣處侯國，別屬鄰郡。五鳳三年（前55年），國除為中山郡。至此，中山郡領九縣：盧奴、北平、唐、深澤、苦陘、曲逆、望都、新市、毋極。
元帝永光元年（前43年），徙清河王劉竟為中山王，復置中山國。建昭四年（前35年），中山王薨，無子，國除為中山郡。成帝陽朔二年（前23年），徙信都王劉興為中山王，復置中山國。綏和元年（前8年），以涿郡北新成、安國、新處、陸成、安險五縣益封中山國。
新朝始建國元年（9年），貶中山王為公。後改為常山郡。新朝滅亡後復為中山郡。

### 東漢
漢光武帝建武六年（30年），省併深澤、新處、陸成三縣。建武十七年（41年），進封右翊公劉輔為中山王，復置中山國，兼食常山郡。建武二十年（44年），徙封中山王為沛王，復為中山郡。建武二十六年（50年），代郡廣昌縣改屬中山郡。建武中，北新成縣改屬涿郡。
建武三十年（54年），徙封左翊王劉焉為中山王，復置中山國。明帝永平十五年（72年），削安險縣，別屬涿郡。章帝建初四年（79年），以常山郡上曲陽縣益封中山國。元和中（84年－87年），歸還安險縣，後改為安熹縣。章和二年（88年），改曲逆縣為蒲陰縣，苦陘縣為漢昌縣。順帝永建五年（130年），河間國推恩置蠡吾侯國，別屬中山國。至此，中山國領十三縣（侯國）：盧奴、北平、毋極、新市、望都、唐、安國、安憙、漢昌、蠡吾、上曲陽、蒲陰、廣昌。
桓帝本初元年（146年），蠡吾侯國除為縣，後還屬河間國。延熹元年（158年），分中山國、河間國、安平國数县置博陵郡，安國縣改屬之。後代郡靈丘縣改屬中山國。靈帝末，中山王絕嗣，國除為中山郡。至此，中山郡領十二縣：盧奴、北平、毋極、新市、望都、唐、安憙、漢昌、上曲陽、蒲陰、廣昌、靈丘。

### 魏晉北朝
曹魏時，改漢昌縣為魏昌縣。後毋極縣併入魏昌縣，省併靈丘縣，廣昌縣還屬代郡，上曲陽縣還屬常山郡。魏明帝太和六年（232年），進封濮陽王曹袞為中山王，復置中山國。晉惠帝永興元年（304年），國除為中山郡。至此，中山郡領八縣：盧奴、北平、新市、望都、唐、安喜、魏昌、蒲陰。
十六國時期，中山郡先後為漢（314年－319年）、後趙（319年－350年）、冉魏（350年－351年）、前燕（351年－370年）、前秦（370年－384年）、後燕（384年－397年）所有。後燕建興元年（386年），慕容垂稱帝，都中山城，分冀州中山等郡置司州，中山郡置尹，改盧奴縣為弗違縣。
北魏道武帝皇始元年（396年），盡有除中山城以外的中山郡之地。皇始二年（397年），取中山城，復弗違縣為盧奴縣，改燕之司州為安州，天興三年（400年）又改為定州。太武帝太平真君七年（446年），常山郡上曲陽縣併入新市縣。孝文帝太和十二年（488年），分魏昌縣復置毋極縣。宣武帝景明元年（500年），分新市縣復置上曲陽縣，仍屬中山郡。孝明帝孝昌中（525年－528年），分中山郡北平、蒲陰、望都三縣置北平郡。至此，中山郡領七縣：盧奴、新市、上曲陽、唐、安喜、魏昌、毋極。
北齊文宣帝天保七年（556年），省併盧奴、唐、魏昌三縣；改上曲陽縣為曲陽縣；廢北平郡，其所領蒲陰、望都二縣併入北平縣，改屬中山郡。至此，中山郡領五縣：新市、曲陽、安喜、毋極、北平。
隋文帝開皇元年（581年），因避諱改中山郡為鮮虞郡。開皇三年（583年），廢鮮虞郡，領縣直屬定州。隋煬帝大業三年（607年），改定州為博陵郡。

## 人口
- 漢平帝元始二年（2年），中山國有160873戶、668080口。[3]
- 漢順帝永和五年（140年），中山國有97412戶、658195口。[10]
- 晉武帝太康中（280年－289年），中山國有32000戶。[7]
- 東魏孝靜帝武定中（543年－550年），中山郡有52592戶、255241口。[9]

## 長官

### 中山太守（23年－41年）
- 王丹，魏郡元城人，漢更始帝更始二年（24年）降於劉秀。[11]
- 郭伋，字細侯，扶風茂陵人，漢光武帝建武四年（28年）至五年（29年）在任。[12]
- 鄧晨，字偉卿，南陽新野人，漢光武帝建武十三年（37年）離任。[13]

### 中山太守（44年－54年）
- 馬成，字君遷，南陽棘陽人，漢光武帝建武二十四年（48年）離任。[14]

### 中山相（54年－）
- 薛脩，漢明帝永平三年（60年）見任。[15]
- 張郴，汝南人，漢和帝章和二年（88年）見任。[16]
- 戴封，字平仲，濟北剛人，漢和帝永元十二年（100年）離任。[17]
- 朱遂，漢順帝陽嘉元年（132年）見任。[18]
- 張純，漢靈帝時在任。[19]

### 中山太守（－232年）
- 臧旻，廣陵射陽人，漢靈帝時在任。[20]
- 王淩，字彥雲，太原祁人，漢獻帝建安中在任。[21]
- 陳騫，廣陵東陽人，曹魏時在任。[22]

### 中山太守（304年－319年）
- 張瑤，趙郡中丘人。[23]
- 阮豹，晉懷帝永嘉五年（311年）見任。[24]

### 中山相（319年－330年）
- 楊結，弘農華陰人，後趙時在任。[25]

### 中山太守（334年－354年）
- 侯龕，上谷人，冉魏永興二年（351年）降於前燕。[26]
- 孫興，前燕景昭帝三年（351年）出任。[26]

### 中山太守（384年－386年）
- 王兗，新平人，前秦哀平帝太安元年（385年）固守博陵，同年離任。[27]

### 中山尹（386年－397年）
- 封衡，後燕成武帝建興元年（386年）離任。[28]
- 苻謨，後燕惠愍帝永康元年（396年）至二年（397年）見任，被殺。[29]

### 中山太守（397年－504年）
- 仇儒，北魏道武帝天興二年（399年）亡匿趙郡叛亂。[30]
- 莫題，代人，北魏道武帝時在任。[31]
- 尉元，字苟仁，代人，北魏明元帝泰常中出任。[32]
- 許安國，代人，北魏早期在任。[33]
- 嚴稜，馮翊臨晉人，北魏太武帝時在任。[34]
- 陸載，吳郡人，北魏太武帝時在任。[35]
- 趙襄，天水南安人。[36]
- 陳念，代人，北魏孝文帝太和中在任。[37]
- 張盧，字香盧，馮翊高陸人，北魏孝文帝太和中在任。[38]
- 李華，字寧夏，趙郡人。[39]
- 楊鈞，弘農華陰人。[40]
- 穆仁，河南洛陽人。[41]
- 李興祖，中山人，北魏宣武帝景明末出任。[42]

### 中山內史（504年－520年）
- 楊大眼，武都人，北魏宣武帝永平中試守。[43]
- 王世弼，京兆霸城人，北魏孝明帝正光元年（520年）卒官。[44]

### 中山太守（520年－577年）
- 趙叔隆，天水人，北魏孝明帝正光中在任。[45]
- 崔習，字貴禮，博陵安平人，北魏孝明帝時追贈。[39]
- 李孚，字仲安，隴西狄道人，北魏孝莊帝永安元年（528年）離任。[46]
- 竇瑗，字世珍，遼西遼陽人，東魏孝靜帝時在任。[47]
- 蘇淑，字仲和，武邑人，東魏孝靜帝興和二年（540年）至三年（541年）在任，卒官。[47]
- 韋道建，京兆杜陵人，東魏孝靜帝武定末帶。[48]
- 陽休之，字子烈，北平無終人，北齊廢帝天保十年（559年）離任。[49]
- 盧士邃，字子淹，范陽涿人，北齊時在任。[49]
- 源文舉，西平樂都人，北齊時帶。[50]
- 源楷，字那延，西平樂都人，北齊時在任。[50]
- 陸彥師，字雲房，清都臨漳人，北齊時在任。[51]

## 國主
- 中山靖王劉勝，前154年－前113年在位。
  - 中山哀王劉昌，前112年－前111年在位。
    - 中山穅王刘昆侈，前110年－前90年在位。
      - 中山頃王劉輔，前89年－前87年在位。
        - 中山憲王劉福，前86年－前70年在位。
          - 中山懷王劉脩，前69年－前55年在位。
- 中山哀王劉竟，前43年－前35年在位。
- 中山孝王劉興，前23年－前8年在位。
  - 中山王劉箕子，前7年－前1年在位。
  - 中山王劉成都（孝王繼子），1年－9年在位。
- 中山王劉輔，41年－44年在位。
- 中山簡王劉焉，54年－90年在位。
  - 中山夷王劉憲，91年－118年在位。
    - 中山孝王劉弘，119年－140年在位。
      - 中山穆王劉暢，141年－174年在位。
        - 中山節王劉稚。
- 中山恭王曹袞，232年－235年在位。
  - 中山王曹孚，236年－265年在位。
- 中山王司馬睦，265年－277年在位。
- 中山王司馬耽，277年－292年在位。
- 中山王司馬緝，293年－304年在位。
- 中山公－中山王－魏王石虎，319年－330年－333年－334年在位。
- 中山王慕容暐，354年－357年在位。
- 中山王慕容沖，359年－370年在位。
- 中山公苻詵，？－385年在位，384年封土失陷。
- 中山獻武王元英，504年－510年在位。
  - 中山文莊王元熙，513年－520年在位，520年國除，525年追復封爵後不再設內史。